# 설특집 트로트의 민족 갈라쇼
《설특집 트로트의 민족 갈라쇼》는 2021년 2월 11일부터 2021년 2월 12일까지 MBC에서 방송된 텔레비전 프로그램이다.